# سلالة ألبية

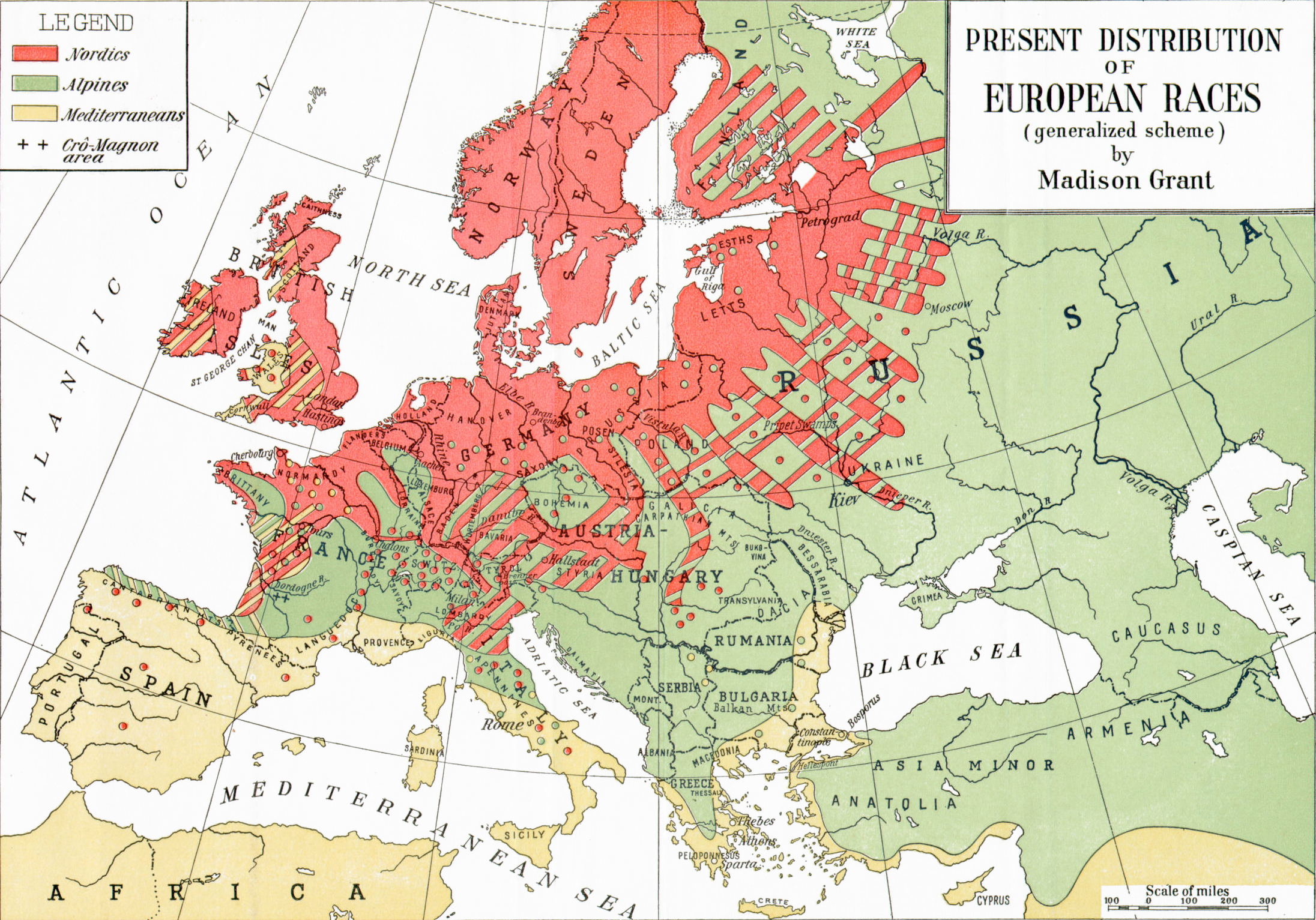
خريطة وضعها عالم الأجناس ماديسن جرانت، سنة 1916م، تظهر توزيعَ العناصر البشرية في أوروبا. الطرف الشمالي بالأحمر ناصع يشير إلى الجنس النوردي؛ بينما يشير الأخضر إلى الجنس الألبي.

السلالة الألبية (Alpine) أو العنصر الألبي ينتشر في وسط وشرق أوروبا وفي جزء من دول الشرق الأوسط سوريا ولبنان.

## التاريخ والصفات الجسدية
سمي بالألبي نسبة إلى مرتفعات جبال الألب شمال إيطاليا وهذا العنصر لا علاقة لتكونه بمرتفعات الألب إنما ينتشر حولها بكثرة، تذكر النظريات ان أصله من مرتفعات آسيا ثم منها هاجر إلى وسط أوروبا ثم جزء منه إلى فرنسا غربا وثم إلى الشرق الادنى.
يختلف العنصر الألبي عن العنصر الأوسطي (ومنه العربي) في أن العنصر العربي أسدل وضيق الوجه (نتجية لطول جمجمته) بينما العنصر الألبي ضخم الرأس وضخم الجمجمة و وجهه عريض شبه كامل الاستدارة وكلا العنصرين يعتبر قصير إلى متوسط القامة وليس طويلا كالعنصر الإيراني-أفغاني، العنصر الألبي مربوع (كالسمين المدبب) بينما العنصر العربي ممشوق (خفيف نحيل رشيق القوام) وهذه صفات وراثية مختلفة وتظهر بشكل عام في العنصريين.
والفرق بين العنصر الألبي والأرمنويد هو ان الألبي صغير مستقيم الأنف وشبه كامل استدارة الوجه بينما الأرمنويد كبير-معكوف الأنف كالإيراني الأفغاني (ولكن أقل انعكافا أحيانا) كما ان وجهه أطول وأعرض من الألبي وجبهته عريضة وبها استدارة خفيفة بينما الذقن والفك السفلي ليس بعريض مستدير كالألبي.
يرى العلماء ان العرق الألبي تكون نتيجة اختلاط قديم بين العنصر الأوسطي والعنصر المنغولي، من الثابت علمياً ان الجنس المنغولي هو الأكبر جمجمة بين الأجناس البشرية وهو الكامل استدارة الرأس وذو الوجه القمري العريض جدا، وهذا عكس الجنس الأبيض الذي هو صغير الجمجمة طويل الرأس أسدل الوجه ومن خلال تلك الأحجام يمكننا تميز الفرق بسهولة بين العنصرين 
ولكن العنصر الألبي (والأرمنويد تباعا) يحمل بعض الصفات متوسطة بين العنصريين المنغولي والأبيض ومنها:
1. يشابه المنغولي في حجم واستدارة الرأس وعراضة الوجه
2. قصير مربوع القامة (أي مدبب ) وهذه صفة منغولية
3. شديد سواد الشعر إلا إذا دخل فيه عنصر نوردي (أشقر) قادم من الشمال و أما الصفة التي أخذها الألبي من العنصر الأبيض الاوسطي أهمها الوجه فهو لا يحمل ملامح وجه منغولية بل يحمل ملامح وجه أقرب للعنصر الأبيض الأوسطي

## معرض صور

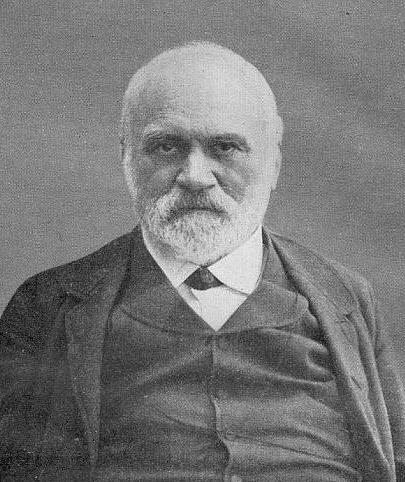
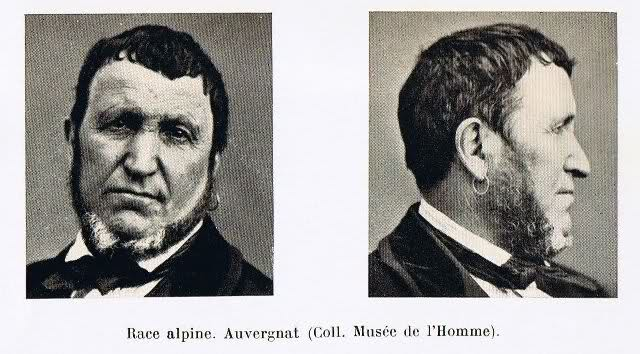